# Coupe des clubs champions européens féminine de handball 1991-1992
Navigation
Coupe des clubs champions 1990-1991 Ligue des champions 1992-1993
La Coupe des clubs champions européens féminin de handball 1991–1992 est la 32e édition de la plus grande compétition européenne des clubs féminins de handball, organisée par l’IHF. Elle s'est tenue du 28 septembre 1991 au 18 avril 1992. 
Le club autrichien de l'Hypo Niederösterreich remporte son troisième titre en quatre saisons grâce en prenant sa revanche en finale face au club allemand du TV Lützellinden, tenant du titre.

## Participants
Vingt-quatre clubs issus de vingt-trois fédérations participent à la compétition car l'Allemagne a deux représentants : le TV Lützellinden, tenant du titre, et le TuS Walle Brême, champion d'Allemagne.

## Résultats

### Tour préliminaire
| Équipe 1           | Score    | Équipe 2              | Aller | Retour |
| ------------------ | -------- | --------------------- | ----- | ------ |
| Tryst 77 Glasgow   | 32 – 101 | Hypobank Vienne       | 17-50 | 15-51  |
| PF Cassano Magnago | 56 – 34  | Colégio de Gaia       | 31-19 | 25-15  |
| HV Aalsmeer        | 41 – 25  | Initia Hasselt        | 21-11 | 20-14  |
| Irsta HF           | 51 – 35  | UMF Stjarnan Garðabær | 28-14 | 23-21  |
| TMO SK Ankara      | 40 – 45  | DHC Slavia Prague     | 23-19 | 17-26  |
| LC Brühl St-Gall   | 61 – 13  | HBC Bascharage        | 34-5  | 27-8   |
| Enosi Véria        | 30 – 69  | TuS Walle Brême       | 16-34 | 14-35  |
| Iber Valencia      | 83 – 35  | Hapoël Petah Tikva    | 42-17 | 41-18  |

### Huitièmes de finale
| Équipe 1           | Score   | Équipe 2                 | Aller | Retour |
| ------------------ | ------- | ------------------------ | ----- | ------ |
| Hypobank Vienne    | 66 – 34 | PF Cassano Magnago       | 31-17 | 35-17  |
| Rostselmach Rostov | 47 – 49 | Gjerpen IF               | 25-26 | 22-23  |
| HV Aalsmeer        | 53 – 71 | Chimistul Râmnicu Vâlcea | 29-40 | 24-31  |
| Irsta HF           | 54 – 43 | Pogoń Szczecin           | 26-20 | 28-23  |
| USM Gagny          | 44 – 36 | DHC Slavia Prague        | 24-18 | 20-18  |
| LC Brühl St-Gall   | 36 – 46 | TuS Walle Brême          | 18-19 | 18-27  |
| Iber Valencia      | 37 – 41 | Lokomotiva Zagreb        | 18-20 | 19-21  |
| TV Lützellinden    | 41 – 40 | Építők Budapest          | 26-19 | 15-21  |

### Quarts de finale
| Équipe 1        | Score   | Équipe 2                 | Aller | Retour |
| --------------- | ------- | ------------------------ | ----- | ------ |
| Hypobank Vienne | 54 – 42 | Gjerpen IF               | 28-19 | 26-23  |
| Irsta HF        | 55 – 58 | Chimistul Râmnicu Vâlcea | 27-25 | 28-33  |
| TuS Walle Brême | 47 – 34 | USM Gagny                | 20-14 | 27-20  |
| TV Lützellinden | 33 – 32 | Lokomotiva Zagreb        | 20-10 | 13-22  |

### Demi-finales
| Équipe 1                 | Score   | Équipe 2        | Aller | Retour |
| ------------------------ | ------- | --------------- | ----- | ------ |
| Chimistul Râmnicu Vâlcea | 56 – 72 | Hypobank Vienne | 22-32 | 34-40  |
| TV Lützellinden          | 40 – 35 | TuS Walle Brême | 20-16 | 20-19  |

### Finale
| Équipe 1        | Score   | Équipe 2        | Aller | Retour |
| --------------- | ------- | --------------- | ----- | ------ |
| Hypobank Vienne | 34 – 32 | TV Lützellinden | 15-14 | 19-18  |

## Les championnes d'Europe
| Champion d'Europe - Coupe des clubs champions féminine 1991–1992 Hypo Niederösterreich 3e titre |

L'effectif de l'Hypo Niederösterreich était notamment composé de :
- / Mariann Rácz (GB)
- Slavica Đukić (en) (GB)
- Natalia Rusnachenko (GB)[réf. à confirmer],[3]
- / Stanka Božović
- / Kerstin Jönßon (de)
- Kanderug
- Leona Kloud
- Sandy Mamoli
- / Edit Matei (Török) (en)
- Jasna Merdan-Kolar
- Iris Morhammer (es)
- Svetlana Mugoša-Antić
- Nicole Peißl
- Karin Prokop (de)
- Anne Dorthe Tanderup
- Liliana Topea (en)
- Susanne Unger (en)

Entraîneur
- Gunnar Prokop